# Nāḩiyat Markaz Qaḑā' aş Şadr al Awwal
Nāḩiyat Markaz Qaḑā' aş Şadr al Awwal (arabiska: ناحية مركز قضاء الصدر الاول) är ett underdistrikt i Irak.   Det ligger i provinsen Bagdad, i den centrala delen av landet. Huvudstaden Bagdad ligger i Nāḩiyat Markaz Qaḑā' aş Şadr al Awwal.